# أفراح الغمدي
أفراح الغمدي من أبرز لاعبي القوى التونسين في الألعاب البارالمبية الصيفية 2004 بأثينا. حيث فازت بميداليتين ذهبيية في رمي الرمح ودفع الجلة وميدالية فضية في رمي القرص اختصاص F40.

## مواضيع ذات علاقة
- تونس في الألعاب البارالمبية الصيفية 2004
- تونس في الألعاب البارالمبية

## روابط خارجية
- أفراح الغمدي على موقع Paralympic.org (الإنجليزية)